# Piaceri erotici di una signora Bene
Piaceri erotici di una signora Bene (conosciuto anche col titolo originale Shining Sex) è un film del 1976, scritto e diretto da Jesús Franco.

## Trama
Cynthia, sensuale spogliarellista di origini spagnole, lavora nei nightclub più importanti della Provenza. Una sera la giovane viene abbordata da Boris e Andros, che si rivelano essere degli scagnozzi inviati dalla perfida Alpha. Quest'ultima ha intenzione di ipnotizzare la sventurata e di vendicarsi per un oltraggio subito.

## Produzione
Il canovaccio del film si ispira a La coccolona, pellicola scritta e diretta sempre da Franco. Si notano, inoltre, rassomiglianze nel cast tecnico/artistico e nelle location.

## Distribuzione
Secondo il sito Imdb, la pellicola è uscita nelle sale italiane il 21 agosto del 1976. 
Il film viene riproposto, in seguito, in formato home video (VHS, DVD e Blu-ray).
A causa di contenuti sensibili ed espliciti, l'opera è vietata ai minori di 18 anni. 
Il titolo adoperato dalla distribuzione italiana rimanda al cult movie Giochi perversi di una signora bene.